# سوپیا
سوپیا (لهستانی: Słupia) که به آلمانی آن را اشتولپه (آلمانی: Stolpe) می‌خوانند رودی در شمال‌غربی لهستان است که به دریای بالتیک می‌ریزد. طول این رود ۱۳۸ کیلومتر با حوضه آبریز ۱۶۲۳ کیلومتر مربع است.